# Cosimo III de' Medici
Cosimo III de' Medici (Florence, 14 augustus 1642 - aldaar, 31 oktober 1723) was groothertog van Toscane van 1670 tot zijn dood. Hij was de zoon van Ferdinando II de' Medici en Vittoria della Rovere. Hij kwam uit het oude bankiersgeslacht de' Medici en behoorde tot de rijkste mannen in Europa. Hij regeerde 53 jaar, volgens sommige bronnen veel te lang en hij zou het land geruïneerd hebben. Cosimo is verguisd in de literatuur als iemand die alleen belangstelling had voor bidprentjes, maar hij had aanwijsbare interesse voor de waterhuishouding en reisde daarvoor naar de Republiek en verzamelde allerlei objecten uit landen die hij bezocht had. Hij liet zich alle nieuwe boeken toesturen over Indonesië. Hij kan beschouwd worden als een antropoloog avant la lettre. Hij had grote belangstelling voor botanie en de classificatie van planten en dieren, en richtte zijn villa's in met enkel stillevens, waarop bomen, planten en bloemen waren afgebeeld, die tevens in zijn tuin groeiden.

## Biografie

### Huwelijk
Op 20 juni 1661 trouwde hij met Margaretha Louise van Orléans, een nichtje van koning Lodewijk XIV van Frankrijk, met wie hij nauwelijks overweg kon. Niettemin kregen zij de volgende kinderen:
- Ferdinando (1663-1713)
- Anna Maria Luisa (1667-1743), trouwde met keurvorst Johan Willem van de Palts
- Gian Gastone (1671-1737), volgde zijn vader op als groothertog van Toscane in 1723.

### Eerste reis van Cosimo

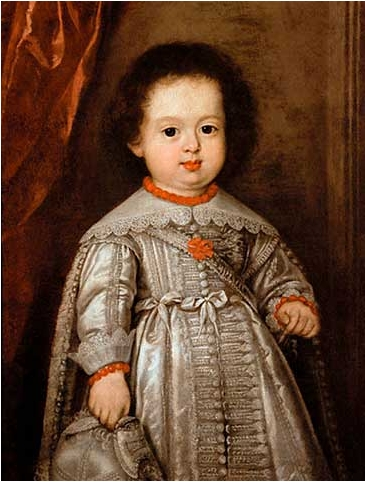
Cosimo III als kind door Justus Sustermans

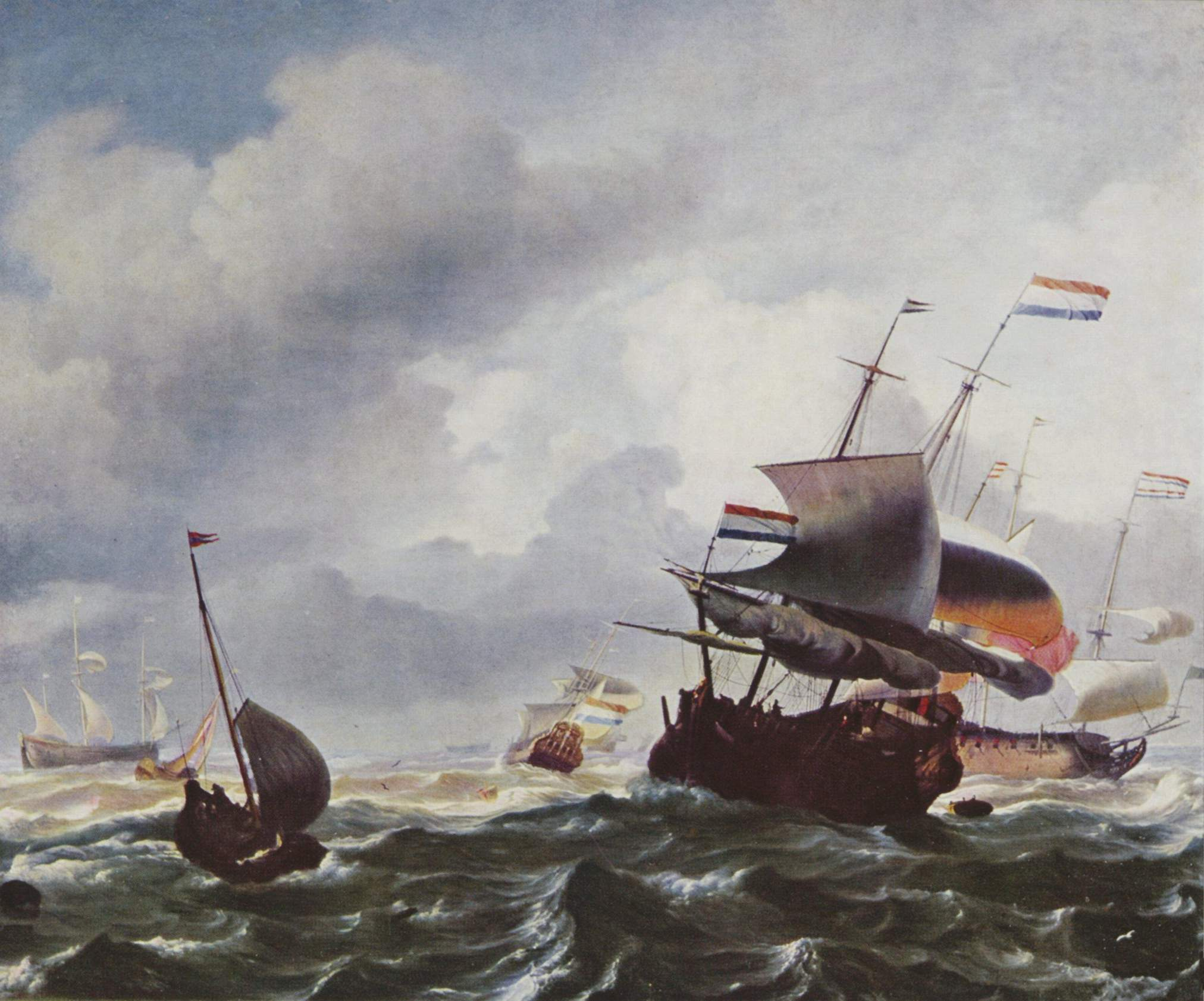
Ludolf Bakhuizen. Schepen in een storm. 1667. Florence, Palazzo Pitti.

Zowel in 1667, als in 1669 bezocht hij de Republiek. De eerste reis die zeven maanden duurde, liep van Florence via Tirol, waar hij zijn tante, de weduwe van Ferdinand Karel van Tirol met een bezoek vereerde. Via Augsburg, Mainz, Keulen, Emmerich, Schenkenschans, Arnhem, Renkum, Wijk bij Duurstede, Utrecht en Nieuwersluis, kwam hij vlak voor de kerstdagen aan in Amsterdam. Vanaf de Duitse grens was de hertog per boot over de Rijn verder gereisd en bestudeerde de bedijking. Andere bezienswaardigheden waren de scheepswerven van Zaandam, Haarlem, Leiden, Den Haag, Delft, Rotterdam, Dordrecht, Bergen op Zoom, Lillo, Antwerpen, Brussel, Middelburg, Vlissingen, Hellevoetsluis, Lisse, Hoorn, Andijk, Edam, Monnickendam, Muiden, Naarden, Amersfoort, Barneveld, Apeldoorn, Deventer, Goor, Delden, en Bentheim.
Cosimo reisde in gezelschap van 18 man gezeten in 14 koetsen, met zes koks en diverse bedienden en soldaten als begeleiding. Hij woonde bij Francesco Feroni op de Keizersgracht en is rondgeleid door Pieter Blaeu, een zoon van Joan Blaeu, die vloeiend Italiaans sprak en was in veel gevallen vergezeld van Lorenzo Magalotti, de voormalige secretaris van de Accademia del Cimento en belast met de decoratie van het paleis. Al op de eerste dag bezocht hij de Admiraliteit van Amsterdam en de pakhuizen en lijnbanen van de VOC. Cosimo roemde de pracht en praal in de schouwburg van Van Campen op de Keizersgracht, en zag op 30 december de "Medea" (op zoek naar het Gulden Vlies) van Jan Vos (dichter) in een bijna lege zaal. Burgemeester Lambert Reynst leidde hem binnen. Van de toegang tot het stadhuis op de Dam was hij minder onder de indruk, te egalitair, alhoewel hij een schilderij kocht van het stadhuis door Jan van der Heyden, met een mislukt perspectief, zodat Van der Heyden een instrument bijleverde om de klokkentoren vanuit de juiste positie te bekijken. Hij bezocht schuilkerken, de jansenist Johannes van Neercassel, synagogen, Michiel de Ruyter, Cornelis Tromp en de Atlas Van der Hem op de Herengracht.
Cosimo bracht een bezoek aan diverse verzamelaars zoals Gerrit van Uylenburgh, die delen van de collectie van Gerard Reynst in zijn bezit had, en in vier maanden tijd aan wel vijftien schilders, onder wie Bartholomeus van der Helst, die een zelfportret leverde, Ludolf Bakhuizen, Willem van de Velde de Oude, Otto Marseus van Schrieck, Nicolaes Maes, en Rembrandt op de Rozengracht. De beroemde schilder had geen zelfportretten in voorraad, maar zegde toe een te zullen leveren. Ook van Caspar Netscher kocht hij vier schilderijen. De hertog had een voorkeur voor kleine schilderijen, gemakkelijk om mee te nemen.
Ze bezochten Constantijn Huygens, Nicolaes Heinsius, Isaac Vossius, Jacobus Gronovius, Johannes Georgius Graevius, de volière van Jan of Ernst Roeters, Frederik Ruysch en Swammerdam. Cosimo deed een poging Swammerdam, die in gezelschap van de geleerde Melchisédech Thévenot was, in zijn huis op de Oude Schans, over te halen naar Florence te komen. Cosimo bezocht het spinhuis op de O.Z. Achterburgwal en gekkenhuizen in Utrecht en Middelburg. In Leiden genoten Franciscus de le Boë Sylvius, Frans van Mieris de Oudere, de hortus en theatrum anatomicum zijn belangstelling. De hertog weigerde Spinoza te ontmoeten. In Den Haag ontmoette hij de 17-jarige prins Willem III, die optrad in een ballet. Johan de Witt raadde hem aan nog een keer in de zomer terug te komen en dan Molkwerum te bezoeken.
Cosimo bracht een bliksembezoek aan het Museum Plantin-Moretus in Antwerpen, bestelde een aantal wandtapijten. Via Hamburg en Dresden kwam hij aan in Wenen.

### Tweede reis van Cosimo

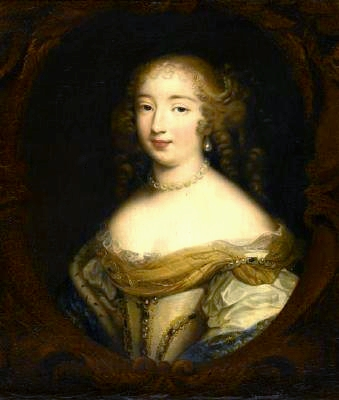
Marguerite Louise d'Orléans, Cosimo's vrouw, naar Louis Edouard Rioult

Teruggekeerd in Florence bemerkte Cosimo dat zijn vrouw hem na zeven maanden nog steeds niet goed gezind was. Hij maakte nieuwe plannen om Spanje, Portugal en Engeland te bezoeken. In september 1669 kwam hij via Monaco in Barcelona aan. De reis ging naar Madrid, waar hij mogelijk de achtjarige koning Karel II van Spanje bezocht, nauwelijks in staat om te lopen en te spreken, als gevolg van inteelt. Zijn secretaris Magalotti beschreef het land als zijnde bankroet. Via Granada, Cordobar en Sevilla, Badajoz en Setubal kwam het gezelschap van ca 40 personen aan in Lissabon. Via A Coruňa vertrok het schip richting Engeland. Afgedreven door een ongerieflijke storm landde het schip in Kinsale in Ierland.
Cosimo bezocht Karel II van Engeland, de Royal Society, de universiteiten van Cambridge en Oxford, tientallen geleerden, politici, schilders en wetenschappers, zoals Robert Hooke, Henry Oldenburg, Isaac Newton en Robert Boyle. Hij liet zich een rekenmachine opsturen en een luidspreker, gebouwd door Samuel Morland.
De tweede reis in de Republiek liep van Brielle via Rotterdam, Delft, Den Haag, Scheveningen, Honselaarsdijk, Wassenaar, Leiden, Haarlem, waar hij Balthasar Coymans en het huis van Laurens Janszoon Coster bezocht, Alkmaar, Hoorn, Enkhuizen, Stavoren, Molkwerum, een dorp met een merkwaardige structuur en een opvallend geklede bevolking met een onverstaanbaar dialect, de Beemster en Purmerend naar Amsterdam, waar hij Rembrandt opzocht, die hem het werk leverde, bestemd voor de galerie van zelfportretten in het Uffizi. Via Utrecht, Amerongen, Nijmegen, Venlo, Aken, Spa, Parijs, Lyon, Marseille reisde Cosimo weer terug naar huis. In 1670 stierf zijn vader Ferdinando II de' Medici en werd hij tot opvolger benoemd.

## Cosimo als vorst

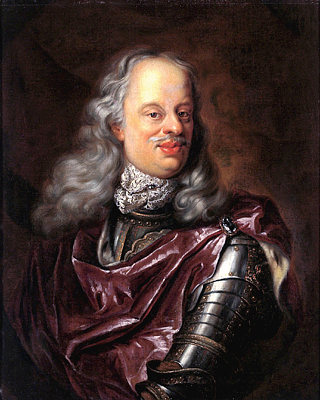
Cosimo door Jan Frans van Douven

Aanvankelijk probeerde Cosimo een moderne vorst te zijn. Hij probeerde een Oost-Indische Compagnie op te richten met als basis de vrijhaven Livorno. Er werden allerlei vooruitstrevende maatregelen doorgevoerd in verband met corruptie bij benoemingen op belangrijke posten. Hij verbood uitwassen, in zwang tijdens de maand mei, vanwege de Mariaverering. De belastingmaatregelen waren voor iedereen gelijk en rechters mochten zich niet laten leiden door klasseverschillen. Prostitutie was geoorloofd in bepaalde buurten. Het rondlopen in de stad met kleine wapens werd verboden. Het standbeeld met David door Michelangelo kreeg mogelijk op zijn initiatief een vijgenblad en een schilderij in een plaatselijke kerk met veel bloot werden afgevoerd. Daarentegen liet Cosimo allerlei stillevens maken en ophangen in zijn villa's die te maken hadden met zijn belangstelling voor tuinieren en het classificeren van planten en dieren.
In Florence waren tot in de jaren zeventig van de 17e eeuw allerlei wetenschappers actief, die zich bezighielden met experimenten en beschrijven van kennis, zoals Francesco Redi en Niels Stensen. Cosimo liet allerlei personen uit uitheemse bevolkingsgroepen naar Florence sturen, zoals bijvoorbeeld twee Eskimo's uit Groenland. In 1667 kocht hij bij de firma Blaeu een werk van Athanasius Kircher, China Illustrata en een zeeatlas. Van Heinsius nam hij een bijbel in het IJslands over. Hij kocht in 1682 een onbekend aantal schelpen, afkomstig van de Molukken van Rumphius.
Cosimo wenste op de hoogte te blijven van nieuwe boeken, kaarten en van de culturele en economische ontwikkelingen in de Republiek. De informatie bereikte hem via de Florentijnse bibliofiel en bibliothecaris Antonio Magliabechi. Sir William Temple stuurde hem zijn boek over de Nederlanden. De bestellingen betroffen opvallend veel geografische en natuurhistorische werken en verder katholieke boeken die door Blaeu onder valse naam werden gedrukt, maar ook titels met een libertijnse inslag, die kennelijk door de katholieke censuur kwamen omdat het hier zendingen voor hooggeplaatste personen betrof.
Als goed katholiek verzette hij zich niet tegen de Roomse Inquisitie, die allerlei boeken, zoals de Satyricon van Gaius Petronius Arbiter of waarin het atomisme van Democritus en het dualisme van Cartesius werd gepropageerd, verbood. Veel wetenschappers verlieten Toscane, maar aan de studenten werd verboden elders dan in Pisa te studeren. Het gevolg was dat Florence (en Toscane) haar vooraanstaande positie verloor tijdens zijn regeerperiode.

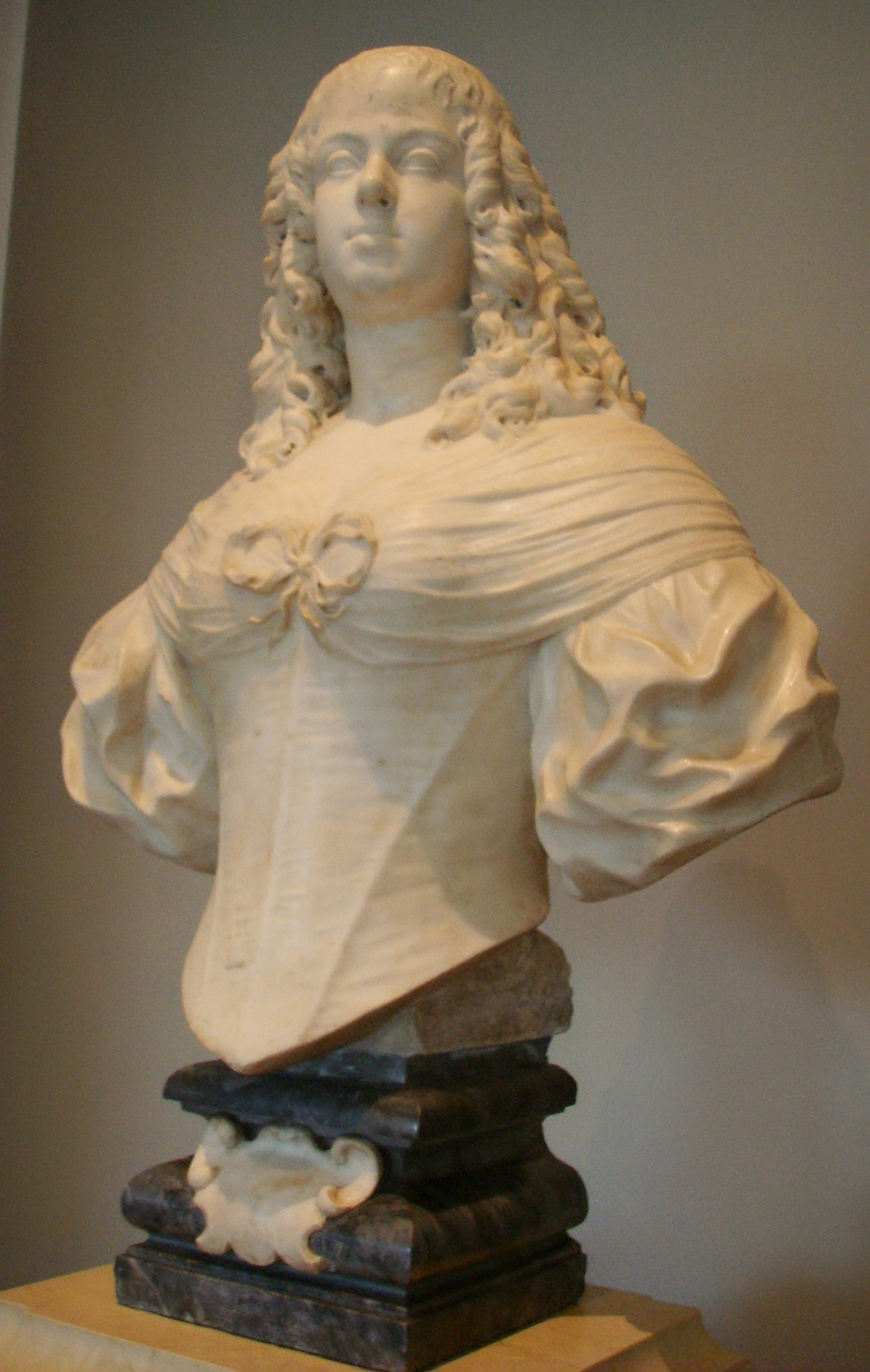
Vittoria de Rovere, zijn moeder door giovan battista foggini

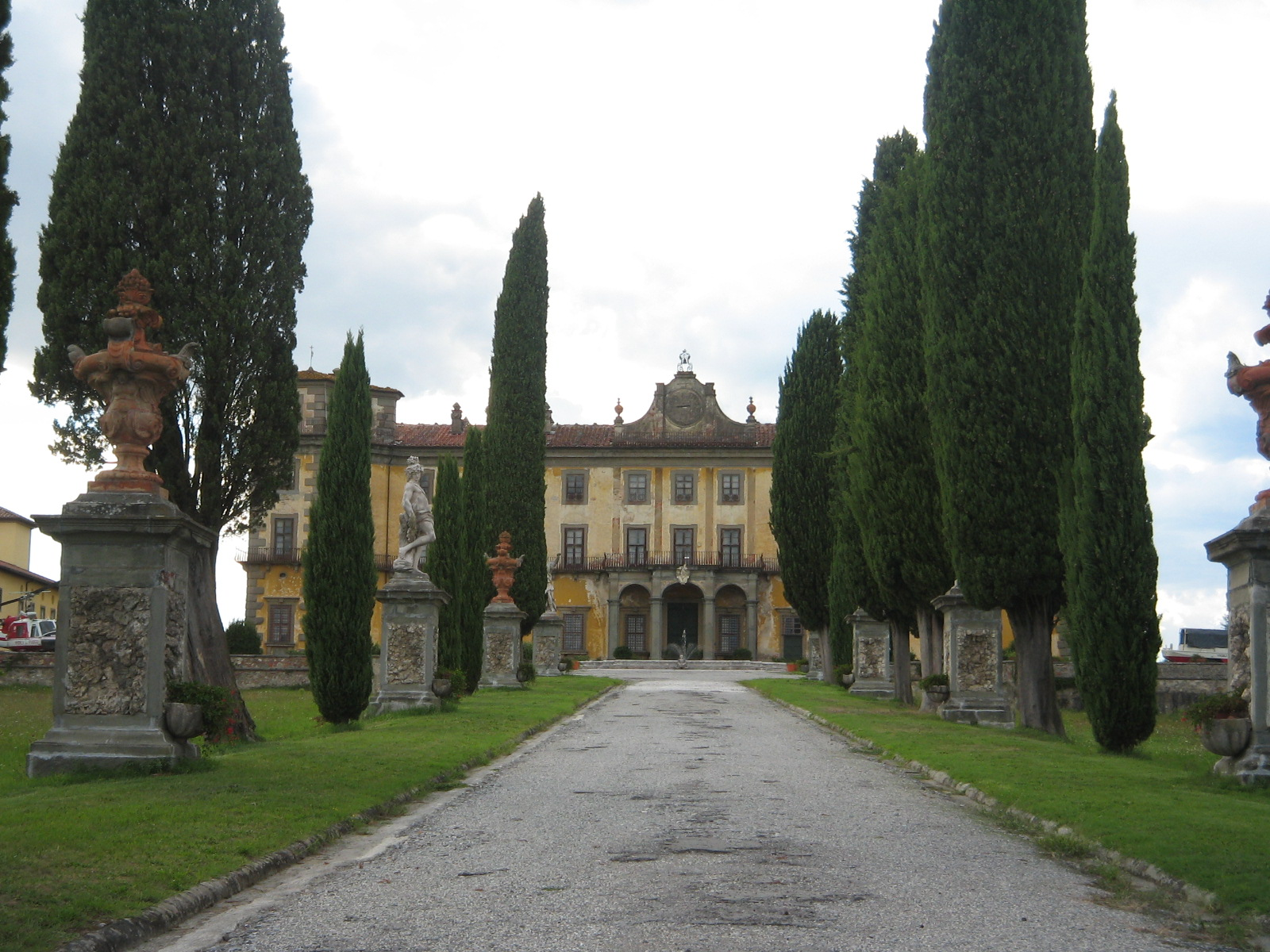
De villa Bellavista, in de omgeving van Borgo a Buggiano, toebehorend Francesco Feroni, de koopman die Cosimo in Amsterdam onderdak bood en vervolgens is benoemd als minister in Toscane

Cosimo was iemand die vluchtte in kunst, wetenschap en religie en liet zijn zoon Ferdinando mogelijk opvoeden door Niels Stensen. In 1681 scheidde hij van zijn vrouw, die in plaats van opgesloten te zijn in een van de landhuizen, weer naar Frankrijk wilde. Op zijn vraag terug te keren naar Florence schreef zij vanuit het klooster in Montmartre niet terug te komen, en daarom verwachtte hem in de hel te ontmoeten.
Cosimo liet bedijkingsplannen uitvoeren bij de Arno en elders in Toscane, naar voorbeeld van wat hij had gezien in de Republiek. Zijn plannen om de handel met Rusland en China uit te breiden zijn mislukt. Hij bemiddelde diverse keren tussen de Republiek en de kerkelijke staat. Het bezit van de familie De' Medici aan oude boeken en handschriften oefende grote aantrekkingskracht uit op geleerden, vooral uit de Republiek. Het uitbreiden van de bibliotheek met nieuwe uitgaven was weer aantrekkelijk voor de Amsterdamse uitgevers. Met het onderzoek naar de Etrusken werd begonnen onder zijn regeerperiode. Cosimo had een voorkeur voor chianti, waarvoor in 1716 als eerste, een decreet van toepassing werd, dat bepaalde uit welke druivensoorten de wijn zou moeten zijn samengesteld.
Cosimo correspondeerde met Gisbert Cuper, Joan Huydecoper van Maarsseveen en baron Manuel de Belmonte, het is niet bekend waarover.

## Opvolging
Eenmaal volwassen bleken zijn beide zonen meer geïnteresseerd in mannen, dan in hun echtgenotes en de opvolging leek een probleem te worden. In 1709 raadde Cosimo zijn broer, Francesco Maria de’ Medici, een kardinaal, kunstkenner en muziekliefhebber aan om uit de geestelijke stand te treden. Deze trouwde met Eleonora Luisa Gonzaga. Zij was 25 jaar jonger, en toen nageslacht uitbleef, raakte Eleonora aan de drank.
G.F. Händel logeerde tijdens zijn grand tour de meeste tijd bij de (muzikale) familie in Palazzo Pitti, voerde in de villa in Pratolino zijn Rodrigo op en probeerde de piano uit die Bartolomeo Cristofori voor Ferdinando had ontwikkeld. De lijfarts en dichter Antonio Salvi schreef libretto's; Alessandro Scarlatti kwam langs en Arcangelo Corelli droeg muziek op aan Anna Maria.
Cosimo probeerde Toscane op zijn dochter te laten overgaan. Keizer Karel VI van het Heilige Roomse Rijk stemde in 1712 toe, als hij na haar dood zou opvolgen.
De Quadruple Alliantie had voornamelijk tot doel de opvolging in Toscane te regelen, want ook Karel III van Spanje, gesteund door zijn moeder, maakten vanwege afstamming van Maria de' Medici aanspraken op Toscane.
Cosimo III de' Medici werd in 1723 begraven in de Cappelle Medicee, een kapel van de San Lorenzo in Florence. Zijn opvolger, Gian Gastone, die zich vanaf 1729 opsloot in zijn paleis, organiseerde een internationaal "congres" om zijn opvolging te regelen. De Oostenrijkse keizer schoof in 1736 zijn schoonzoon naar voren, maar keizer Frans I Stefan moest daarvoor zijn aanspraken op Lotharingen opgeven. In januari 1737, trokken de Spaanse troepen weg uit Toscane, en zijn vervangen door 6.000 Oostenrijkers. Door zijn huwelijk met Maria Theresia van Oostenrijk werd Frans I Stefan de opvolger in Toscane. Het echtpaar durfde pas in 1739 een bezoek te brengen aan Florence. De Lotharingers deden hun best de naam van hun voorganger in diskrediet te brengen.
Anna Maria had zich teruggetrokken op haar buitenverblijf en vermaakte alle kunst die de familie bezat aan de stad Florence.

## Kwartierstaat
| Ferdinando I de' Medici (1549-1609) | Ferdinando I de' Medici (1549-1609) | Ferdinando I de' Medici (1549-1609) | Ferdinando I de' Medici (1549-1609) | Ferdinando I de' Medici (1549-1609) | Ferdinando I de' Medici (1549-1609) | Christine van Lotharingen (1565-1637) | Christine van Lotharingen (1565-1637) | Christine van Lotharingen (1565-1637) | Christine van Lotharingen (1565-1637) | Christine van Lotharingen (1565-1637) | Christine van Lotharingen (1565-1637) |                                      |                                      | Karel II van Oostenrijk (1540-1590)  | Karel II van Oostenrijk (1540-1590)  | Karel II van Oostenrijk (1540-1590)        | Karel II van Oostenrijk (1540-1590)        | Karel II van Oostenrijk (1540-1590)        | Karel II van Oostenrijk (1540-1590)        | Maria Anna van Beieren (1551-1608)         | Maria Anna van Beieren (1551-1608)         | Maria Anna van Beieren (1551-1608) | Maria Anna van Beieren (1551-1608) | Maria Anna van Beieren (1551-1608) | Maria Anna van Beieren (1551-1608) |  |  | Francesco Maria II della Rovere (1549-1631) | Francesco Maria II della Rovere (1549-1631) | Francesco Maria II della Rovere (1549-1631) | Francesco Maria II della Rovere (1549-1631) | Francesco Maria II della Rovere (1549-1631) | Francesco Maria II della Rovere (1549-1631) | Livia della Rovere (1585-1641)           | Livia della Rovere (1585-1641)           | Livia della Rovere (1585-1641)           | Livia della Rovere (1585-1641)           | Livia della Rovere (1585-1641)    | Livia della Rovere (1585-1641)    |                                   |                                   | Ferdinando I de' Medici (1549-1609) | Ferdinando I de' Medici (1549-1609) | Ferdinando I de' Medici (1549-1609) | Ferdinando I de' Medici (1549-1609) | Ferdinando I de' Medici (1549-1609) | Ferdinando I de' Medici (1549-1609) | Christine van Lotharingen (1565-1637) | Christine van Lotharingen (1565-1637) | Christine van Lotharingen (1565-1637) | Christine van Lotharingen (1565-1637) | Christine van Lotharingen (1565-1637) | Christine van Lotharingen (1565-1637) |  |  |  |  |  |  |  |  |  |  |  |  |  |  |  |  |  |  |  |  |  |  |  |  |  |  |  |  |  |  |  |  |  |  |  |  |  |  |  |  |  |  |  |  |  |  |  |  |
| Ferdinando I de' Medici (1549-1609) | Ferdinando I de' Medici (1549-1609) | Ferdinando I de' Medici (1549-1609) | Ferdinando I de' Medici (1549-1609) | Ferdinando I de' Medici (1549-1609) | Ferdinando I de' Medici (1549-1609) | Christine van Lotharingen (1565-1637) | Christine van Lotharingen (1565-1637) | Christine van Lotharingen (1565-1637) | Christine van Lotharingen (1565-1637) | Christine van Lotharingen (1565-1637) | Christine van Lotharingen (1565-1637) |                                      |                                      | Karel II van Oostenrijk (1540-1590)  | Karel II van Oostenrijk (1540-1590)  | Karel II van Oostenrijk (1540-1590)        | Karel II van Oostenrijk (1540-1590)        | Karel II van Oostenrijk (1540-1590)        | Karel II van Oostenrijk (1540-1590)        | Maria Anna van Beieren (1551-1608)         | Maria Anna van Beieren (1551-1608)         | Maria Anna van Beieren (1551-1608) | Maria Anna van Beieren (1551-1608) | Maria Anna van Beieren (1551-1608) | Maria Anna van Beieren (1551-1608) |  |  | Francesco Maria II della Rovere (1549-1631) | Francesco Maria II della Rovere (1549-1631) | Francesco Maria II della Rovere (1549-1631) | Francesco Maria II della Rovere (1549-1631) | Francesco Maria II della Rovere (1549-1631) | Francesco Maria II della Rovere (1549-1631) | Livia della Rovere (1585-1641)           | Livia della Rovere (1585-1641)           | Livia della Rovere (1585-1641)           | Livia della Rovere (1585-1641)           | Livia della Rovere (1585-1641)    | Livia della Rovere (1585-1641)    |                                   |                                   | Ferdinando I de' Medici (1549-1609) | Ferdinando I de' Medici (1549-1609) | Ferdinando I de' Medici (1549-1609) | Ferdinando I de' Medici (1549-1609) | Ferdinando I de' Medici (1549-1609) | Ferdinando I de' Medici (1549-1609) | Christine van Lotharingen (1565-1637) | Christine van Lotharingen (1565-1637) | Christine van Lotharingen (1565-1637) | Christine van Lotharingen (1565-1637) | Christine van Lotharingen (1565-1637) | Christine van Lotharingen (1565-1637) |  |  |  |  |  |  |  |  |  |  |  |  |  |  |  |  |  |  |  |  |  |  |  |  |  |  |  |  |  |  |  |  |  |  |  |  |  |  |  |  |  |  |  |  |  |  |  |  |
|                                     |                                     |                                     |                                     |                                     |                                     |                                       |                                       |                                       |                                       |                                       |                                       |                                      |                                      |                                      |                                      |                                            |                                            |                                            |                                            |                                            |                                            |                                    |                                    |                                    |                                    |  |  |                                             |                                             |                                             |                                             |                                             |                                             |                                          |                                          |                                          |                                          |                                   |                                   |                                   |                                   |                                     |                                     |                                     |                                     |                                     |                                     |                                       |                                       |                                       |                                       |                                       |                                       |  |  |  |  |  |  |  |  |  |  |  |  |  |  |  |  |  |  |  |  |  |  |  |  |  |  |  |  |  |  |  |  |  |  |  |  |  |  |  |  |  |  |  |  |  |  |  |  |
|                                     |                                     |                                     |                                     | Cosimo II de' Medici (1590-1621)    | Cosimo II de' Medici (1590-1621)    | Cosimo II de' Medici (1590-1621)      | Cosimo II de' Medici (1590-1621)      | Cosimo II de' Medici (1590-1621)      | Cosimo II de' Medici (1590-1621)      |                                       |                                       |                                      |                                      |                                      |                                      | Maria Magdalena van Oostenrijk (1589-1631) | Maria Magdalena van Oostenrijk (1589-1631) | Maria Magdalena van Oostenrijk (1589-1631) | Maria Magdalena van Oostenrijk (1589-1631) | Maria Magdalena van Oostenrijk (1589-1631) | Maria Magdalena van Oostenrijk (1589-1631) |                                    |                                    |                                    |                                    |  |  |                                             |                                             |                                             |                                             | Frédéric Ubaldo della Rovere (1605-1623)    | Frédéric Ubaldo della Rovere (1605-1623)    | Frédéric Ubaldo della Rovere (1605-1623) | Frédéric Ubaldo della Rovere (1605-1623) | Frédéric Ubaldo della Rovere (1605-1623) | Frédéric Ubaldo della Rovere (1605-1623) |                                   |                                   |                                   |                                   |                                     |                                     | Claudia de' Medici (1604-1648)      | Claudia de' Medici (1604-1648)      | Claudia de' Medici (1604-1648)      | Claudia de' Medici (1604-1648)      | Claudia de' Medici (1604-1648)        | Claudia de' Medici (1604-1648)        |                                       |                                       |                                       |                                       |  |  |  |  |  |  |  |  |  |  |  |  |  |  |  |  |  |  |  |  |  |  |  |  |  |  |  |  |  |  |  |  |  |  |  |  |  |  |  |  |  |  |  |  |  |  |  |  |
|                                     |                                     |                                     |                                     | Cosimo II de' Medici (1590-1621)    | Cosimo II de' Medici (1590-1621)    | Cosimo II de' Medici (1590-1621)      | Cosimo II de' Medici (1590-1621)      | Cosimo II de' Medici (1590-1621)      | Cosimo II de' Medici (1590-1621)      |                                       |                                       |                                      |                                      |                                      |                                      | Maria Magdalena van Oostenrijk (1589-1631) | Maria Magdalena van Oostenrijk (1589-1631) | Maria Magdalena van Oostenrijk (1589-1631) | Maria Magdalena van Oostenrijk (1589-1631) | Maria Magdalena van Oostenrijk (1589-1631) | Maria Magdalena van Oostenrijk (1589-1631) |                                    |                                    |                                    |                                    |  |  |                                             |                                             |                                             |                                             | Frédéric Ubaldo della Rovere (1605-1623)    | Frédéric Ubaldo della Rovere (1605-1623)    | Frédéric Ubaldo della Rovere (1605-1623) | Frédéric Ubaldo della Rovere (1605-1623) | Frédéric Ubaldo della Rovere (1605-1623) | Frédéric Ubaldo della Rovere (1605-1623) |                                   |                                   |                                   |                                   |                                     |                                     | Claudia de' Medici (1604-1648)      | Claudia de' Medici (1604-1648)      | Claudia de' Medici (1604-1648)      | Claudia de' Medici (1604-1648)      | Claudia de' Medici (1604-1648)        | Claudia de' Medici (1604-1648)        |                                       |                                       |                                       |                                       |  |  |  |  |  |  |  |  |  |  |  |  |  |  |  |  |  |  |  |  |  |  |  |  |  |  |  |  |  |  |  |  |  |  |  |  |  |  |  |  |  |  |  |  |  |  |  |  |
|                                     |                                     |                                     |                                     |                                     |                                     |                                       |                                       |                                       |                                       | Ferdinando II de' Medici (1610-1670)  | Ferdinando II de' Medici (1610-1670)  | Ferdinando II de' Medici (1610-1670) | Ferdinando II de' Medici (1610-1670) | Ferdinando II de' Medici (1610-1670) | Ferdinando II de' Medici (1610-1670) |                                            |                                            |                                            |                                            |                                            |                                            |                                    |                                    |                                    |                                    |  |  |                                             |                                             |                                             |                                             |                                             |                                             |                                          |                                          |                                          |                                          | Vittoria della Rovere (1622-1694) | Vittoria della Rovere (1622-1694) | Vittoria della Rovere (1622-1694) | Vittoria della Rovere (1622-1694) | Vittoria della Rovere (1622-1694)   | Vittoria della Rovere (1622-1694)   |                                     |                                     |                                     |                                     |                                       |                                       |                                       |                                       |                                       |                                       |  |  |  |  |  |  |  |  |  |  |  |  |  |  |  |  |  |  |  |  |  |  |  |  |  |  |  |  |  |  |  |  |  |  |  |  |  |  |  |  |  |  |  |  |  |  |  |  |
|                                     |                                     |                                     |                                     |                                     |                                     |                                       |                                       |                                       |                                       | Ferdinando II de' Medici (1610-1670)  | Ferdinando II de' Medici (1610-1670)  | Ferdinando II de' Medici (1610-1670) | Ferdinando II de' Medici (1610-1670) | Ferdinando II de' Medici (1610-1670) | Ferdinando II de' Medici (1610-1670) |                                            |                                            |                                            |                                            |                                            |                                            |                                    |                                    |                                    |                                    |  |  |                                             |                                             |                                             |                                             |                                             |                                             |                                          |                                          |                                          |                                          | Vittoria della Rovere (1622-1694) | Vittoria della Rovere (1622-1694) | Vittoria della Rovere (1622-1694) | Vittoria della Rovere (1622-1694) | Vittoria della Rovere (1622-1694)   | Vittoria della Rovere (1622-1694)   |                                     |                                     |                                     |                                     |                                       |                                       |                                       |                                       |                                       |                                       |  |  |  |  |  |  |  |  |  |  |  |  |  |  |  |  |  |  |  |  |  |  |  |  |  |  |  |  |  |  |  |  |  |  |  |  |  |  |  |  |  |  |  |  |  |  |  |  |
|                                     |                                     |                                     |                                     |                                     |                                     |                                       |                                       |                                       |                                       |                                       |                                       |                                      |                                      |                                      |                                      |                                            |                                            |                                            |                                            |                                            |                                            |                                    |                                    |                                    |                                    |  |  |                                             |                                             |                                             |                                             |                                             |                                             |                                          |                                          |                                          |                                          |                                   |                                   |                                   |                                   |                                     |                                     |                                     |                                     |                                     |                                     |                                       |                                       |                                       |                                       |                                       |                                       |  |  |  |  |  |  |  |  |  |  |  |  |  |  |  |  |  |  |  |  |  |  |  |  |  |  |  |  |  |  |  |  |  |  |  |  |  |  |  |  |  |  |  |  |  |  |  |  |
|                                     |                                     |                                     |                                     |                                     |                                     |                                       |                                       |                                       |                                       |                                       |                                       |                                      |                                      |                                      |                                      |                                            |                                            |                                            |                                            |                                            |                                            |                                    |                                    |                                    |                                    |  |  |                                             |                                             |                                             |                                             |                                             |                                             |                                          |                                          |                                          |                                          |                                   |                                   |                                   |                                   |                                     |                                     |                                     |                                     |                                     |                                     |                                       |                                       |                                       |                                       |                                       |                                       |  |  |  |  |  |  |  |  |  |  |  |  |  |  |  |  |  |  |  |  |  |  |  |  |  |  |  |  |  |  |  |  |  |  |  |  |  |  |  |  |  |  |  |  |  |  |  |  |
|                                     |                                     |                                     |                                     |                                     |                                     |                                       |                                       |                                       |                                       |                                       |                                       |                                      |                                      |                                      |                                      |                                            |                                            | Cosimo III de' Medici (1642-1723)          | Cosimo III de' Medici (1642-1723)          | Cosimo III de' Medici (1642-1723)          | Cosimo III de' Medici (1642-1723)          | Cosimo III de' Medici (1642-1723)  | Cosimo III de' Medici (1642-1723)  |                                    |                                    |  |  |                                             |                                             | Francesco Maria de' Medici (1660-1711)      | Francesco Maria de' Medici (1660-1711)      | Francesco Maria de' Medici (1660-1711)      | Francesco Maria de' Medici (1660-1711)      | Francesco Maria de' Medici (1660-1711)   | Francesco Maria de' Medici (1660-1711)   |                                          |                                          |                                   |                                   |                                   |                                   |                                     |                                     |                                     |                                     |                                     |                                     |                                       |                                       |                                       |                                       |                                       |                                       |  |  |  |  |  |  |  |  |  |  |  |  |  |  |  |  |  |  |  |  |  |  |  |  |  |  |  |  |  |  |  |  |  |  |  |  |  |  |  |  |  |  |  |  |  |  |  |  |

## Voetnoten
1. ↑  Cosimo_de_Medicis_reis_naar_de_Republiek[dode link]
2. ↑  Verspreide Studien Op Het Gebied Der Geschiedenis door Petrus Johannes Blok
3. ↑  Rembrandt: the painter at work by Ernst van de Wetering
4. ↑  Liedtke, W. (2007) Dutch Painting in the Metropolitan Museum of Art, p. 512, 518.
5. ↑  Het schilderij met de kok en de kantwerkster door Netscher is nog steeds aanwezig in de Uffizi.
6. ↑  DBNL
7. ↑  Die Dirigenten Der Erinnerung: Musealisierung Und Nationalisierung Der ... door Adriaan de Jong
8. ↑  Aan beide zijden van de Alpen, NRC Boeken
9. ↑  Hale, Florence and the Medici, Orion books, p 192. London, 1977, ISBN 1-84212-456-0.